# Хуго II (Тюбинген)
Хуго II фон Тюбинген (на немски: Hugo II von Tübingen, * 1115, † 18 декември 1182) е пфалцграф на Тюбинген от 1152 до 1182 г.

## Биография
Той е вторият син на пфалцграф Хуго I фон Тюбинген (1125 – 1152) и съпругата му Емма или Хемма фон Цолерн († сл. 1152), дъщеря на граф Фридрих I фон Цолерн.
Хуго II участва с баща си от 1139 г. в дворцови и имперски събрания на крал Конрад III. По-големият му брат Фридрих († 1162) наследява Тюбинген след смъртта на баща им през 1152 г.
Хуго II, заедно с брат си Фридрих, е в свитата на император Фридрих I Барбароса.
Преди 1 май 1157 г. Хуго II се жени за наследничката графиня Елизабет фон Брегенц (1152 – 1216), дъщеря на граф Рудолф I фон Брегенц и втората му съпруга Вулфхилд Баварска, дъщеря на херцог Хайнрих IX Баварски Черния. Тя е близка роднина на император Фридрих Барбароса († 1190) и на Велфите. Така той наследява Графство Брегенц и други собствености в Куреция (Raetia prima), Тетнанг и Зигмаринген. През 1171 г. основава манастир Мархтал.

## Деца
Той има децата:
- Хайнрих, граф
- Рудолф I пфалцграф на Тюбинген († сл. 1 април 1219) ∞ Матилда фон Глайберг
- Буркард (ок. 1180)
- Хуго I, граф на Брегенц и Монтфорт († 12 март 1230/34) ∞ Матилда фон Ешенбах-Шнабелбург